# Jan Baptist Verlooy

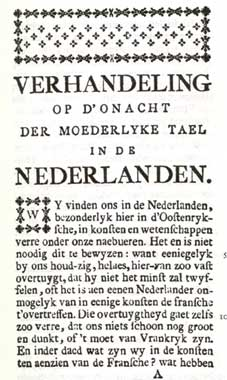
Eerste pagina van de Verhandeling op d’onacht der moederlyke tael in de Nederlanden (1788) door Jan-Baptist Verlooy

Jan Baptist Chrysostomus Verlooy (Houtvenne, 22 december 1746 – Brussel, 4 mei 1797) was een Zuid-Nederlands jurist en politicus.

## Jeugd en afstamming
Hij behoorde tot een familie van plaatselijke notabelen, die over uitgestrekte eigendommen beschikte en waarvan sommigen vooraanstaande functies bekleedden.  
Over zijn grootvader, Jan Verlooy (ca. 1657-1723), kan men in een akte van 21 juni 1720 lezen dat hij "conincklyck ende erfelyck notaris" was. In Houtvenne vervulde deze grootvader de functie van secretaris. Dat dit ambt hem een zeker aanzien verschafte, blijkt onder meer uit het feit dat een van zijn kleinzonen, Jan Frans Verlooy, er zich in 1775 nog op beriep wanneer hij bij de kanselarij van Brabant solliciteerde naar het ambt van notaris. In de beoordeling die aan zijn aanstelling voorafging, kan men lezen: hij is "van treffelijke ouders voortsgecomen, synen grootvader was Secretaris van Oosterwijck ende de familie van sijne moeder is eene van de treffelyckste uyt de Kempen". Grootvader Verlooy werd in de kerk van Houtvenne begraven, iets wat alleen aan vooraanstaanden werd voorbehouden.
De vader van Jan Baptist Chrysostomus, Jan Frans Verlooy (1697-1773), was eveneens secretaris in Houtvenne. Indien het waar is dat hij ook aan landbouw deed - en dit blijkt uit de gegevens van de volkstelling van 1755 - dan zal hij aan die bedrijvigheid zelf niet veel tijd hebben besteed maar als 'herenboer' zijn opgetreden. Dit is alleen reeds af te leiden uit de honderden bladzijden in folio die hij, in dienst van zijn gemeente, heeft volgeschreven en die men kan terugvinden in de registers van  het gemeentearchief van Houtvenne op het rijksarchief in Antwerpen. In het manuaal van de pastoors van Houtvenne wordt hij verscheidene malen vermeld, soms als "De Heer Secretaris Verloy". De hoeve die hij bewoonde, de zogenaamde "Kauberg Schrans" was een indrukwekkend gebouw. Gelegen aan de noordzijde van het dorp behoorde het rode bakstenen gebouw tot het gehucht "de Varkensmarkt" of "de Plein". Het was omringd door een diepe vestingsgracht waaraan langs de buitenzijde een bakstenen kapel, de Sint-Annakapel paalde.
Jan Frans Verlooy had de verantwoordelijkheid over een groot gezin. Uit een eerste huwelijk met Anna Maria Meeus werden tien kinderen geboren: Joanna Elisabeth, 1724, Jan Frans, 1726, Henricus, 1729, Anna Maria, 1730, Anna Catharina, 1732, Jan Frans, 1735, Petrus Antonius, 1737, Anna Barbara 1740, Ferdinandus Jozef, 1742, een naamloos kind, 1743. 
Uit een tweede huwelijk, op 14 januari 1744 aangegaan met Anna Wouters, kreeg hij nogmaals acht nakomelingen: Joannes Baptista, 1745, Joannes Baptista Chrysostomus, 1746, Adrianus Ferdinandus, 1748, Frans, 1750, Maria Theresia, 1752, Adrianus, 1754, Jan Frans, 1756, Guilelmus Norbertus, 1758. 
De tweede uit die laatste reeks was Jan Baptist Chrysostomus. Jan Frans Verlooy werd ter aarde besteld op 1 september 1773 en moeder Anna Wouters werd begraven op 17 oktober 1764.

## Beroep en politieke activiteiten
In 1766 trok Verlooy naar Leuven om er rechten te studeren.  In 1774 vestigde hij zich in Brussel en legde er een jaar later de eed af als advocaat bij de Raad van Brabant.  Hij publiceerde er in 1781 de Codex Brabanticus, een juridisch handboek over de in het Hertogdom Brabant geldende wetten. Uit dit werk blijkt zijn democratische en rationalistische instelling alsook zijn gehechtheid aan Brabant. 
In 1785 schreef hij een brief aan keizer Jozef II in Wenen om de achterstelling van het Nederlands aan de kaak te stellen. Twee jaar later verscheen over dit onderwerp zijn meest invloedrijke werk, Verhandeling op d’onacht der moederlyke tael in de Nederlanden. 
Hij kwam vanaf einde 1787-begin 1788 regelmatig in contact met zijn confrater Jan Frans Vonck (samen met de advocaten Pieter Emmanuel de Lausnay, Martinus J.F. De Brouwer en Willem Willems, meestal bij Vonck thuis). Er is weinig twijfel aan dat zij in het Nederlands vergaderden.
In het voorjaar van 1789 richtte hij het geheime genootschap Pro aris et focis ("Voor outer en Heerd") op, waarin een opstand tegen de keizer werd voorbereid. In het najaar van 1789 werd hij lid van het "Comité van Brussel" van de democraten (met Torfs, de Lausnay, 't Kint, Daubremé, Fisco en De Noter). Torfs, Daubremé en Fisco waren lid van Les Vrais Amis de l'Union Bruxelles. Pro Aris et Focis verspreidde een vlugschrift van Verlooy, dat door Vonck ook in het Frans werd vertaald. De Brusselse balie heeft overigens over het algemeen een grote rol gespeeld in de Brabantse Omwenteling van 1789. 
Tijdens de Brabantse Omwenteling sloot hij zich aan bij de vonckisten. Op 21 januari 1790 liet hij in Brussel anoniem een tekst met zijn politieke project verspreiden: Projet raisonné d'union des Provinces Belgiques. Daarmee reageerde hij op de statenvergaderingen, die een Soeverein Congres wilden vormen en zich de vorstelijke soevereiniteit toe-eigenen. Verlooy meende dat de soevereiniteit toekwam aan het volk. In zijn 28 bladzijden tellende tekst pleitte hij voor een grondwet die de vrijheid en de inspraak van de burgers zou waarborgen en voor een centraal bestuur dat het particularisme zou overstijgen. Dat laatste kwam in feite neer op een federale staat met gezamenlijke inkomsten. De inspraak moest gebeuren via een systeem van getrapte verkiezingen met een cijns van vijf gulden, die naar zijn schatting een zesde van de bevolking stemrecht zou geven. Hoewel hij de standenvertegenwoordiging niet helemaal losliet, was zijn stellingname voor representatie door verkiezingen progressiever van die van Vonck een week later. Beiden hoopten wellicht door hun eisen enigszins te temperen een vergelijk met de conservatieve revolutionairen mogelijk te maken. Het was ijdele hoop, want nog dezelfde dag liet de procureur-generaal van Brabant alle exemplaren van de brochure in beslag nemen. Verlooy moest een tijd naar Frankrijk uitwijken. Daar probeerde hij de oppositie te organiseren via een nieuw genootschap Pro Patria, doch zonder resultaat. 
Na de Eerste Oostenrijkse Restauratie maakte hij gebruik van de amnestie om naar Brussel terug te keren. Hij trad in 1792 terug op de voorgrond in de Eerste Franse Periode en werd gekozen tot voorlopig representant van Brussel. Op 15 januari 1793 verspreidde hij de tekst Zyn geloof, vryheyd en eygendommen in gevaer?, waarin hij een democratisch bestuur onder Franse bescherming voorstond. In februari 1793 was hij voorzitter van de Brusselse assemblee die zich voor de aanhechting uitsprak, maar korte tijd later brak de Tweede Oostenrijkse Restauratie aan. 
Nadat een nieuwe Franse inval daar in 1794 een einde aan had gesteld, werd Verlooy voorzitter van de Société des Amis de la Liberté et de l'Egalité de Bruxelles. De Fransen benoemden hem in september tot schepen en op 20 april 1795 tot de eerste maire (burgemeester) van Brussel, maar hij bleef slechts enkele weken in functie. Getroffen door gezondheidsproblemen en ontgoocheld door de snelle verfransing onder het nieuwe regime nam hij op 29 mei 1795 ontslag. Hij verliet de actieve politiek en overleed twee jaar later, op 4 mei 1797, in relatieve anonimiteit. Zijn weduwe en hun zoontje bleven zonder veel middelen van bestaan achter.
Jan Baptist Verlooy was een pleitbezorger van de Nederlandse taal en wordt daarom als grondlegger van de Vlaamse Beweging gezien. Ook zocht hij op taal- en letterkundig gebied aansluiting bij Nederland. Toch beschouwde hij niet Vlaanderen, maar Brabant en bij uitbreiding de hele Zuidelijke Nederlanden als zijn vaderland. Staatkundig was hij dus eerder een prefiguratie van België toegedaan.

## Publicaties
Verlooy schreef onder meer:
- Codex Brabanticus, 1781
- Verhandeling op d’onacht der moederlyke tael in de Nederlanden, 1788
- Projet raisonné d'union des Provinces Belgiques, 1790
- Zijn geloof, vryheyd en eygendommen in gevaer?, 1793